# Élie Lafont
Pour les articles homonymes, voir Lafont.
Elie Lafont, né le 15 octobre 1740 à Saint-Jean-du-Gard (Gard), mort le 28 décembre 1810 à Saint-Jean-du-Gard (Gard), est un général de brigade de la Révolution française.

## États de service
Il est nommé chef de bataillon le 8 mars 1793, et chef de brigade le 4 novembre 1793, au 99e régiment d’infanterie de ligne.
Affecté à l’armée d’Italie en 1794, il est fait prisonnier le 15 avril 1796, lors de la bataille de Dego. Le 30 mai 1796, il commande la 51e demi-brigade d’infanterie de ligne, et il est blessé à la bataille du pont d'Arcole le 17 novembre suivant.
Il est promu général de brigade provisoire par le général Bonaparte le 21 décembre 1796. Le 4 février 1797, il est affecté à la 4e division d’infanterie du général Sérurier. Le 17 mars il est confirmé dans son grade de général de brigade, et il rejoint la 2e division d’infanterie du général Augereau.
Le 14 août 1797, il est désigné pour prendre le commandement du département de la Liamone, et le 23 mars 1800, il est employé dans la 3e division militaire.
Il est admis à la retraite le 27 août 1803.
Il meurt le 28 décembre 1810 à Saint-Jean-du-Gard.

## Sources
- (en) « Generals Who Served in the French Army during the Period 1789 - 1814: Eberle to Exelmans »
- Thierry Pouliquen, « Les généraux français et étrangers ayant servis [sic] dans la Grande Armée » (consulté le 23 février 2014)
- (pl) « Napoléon.org.pl »
- Nelly Duret, « Lafont Élie », dans Patrick Cabanel et André Encrevé (dir.), Dictionnaire biographique des protestants français de 1787 à nos jours : H-L, t. III, Paris-Max Chaleil, 2022 (ISBN 978-2-8462-1333-2), p. 573-574.